# Pimpla impuncta
Pimpla impuncta är en stekelart som beskrevs av Lin 1988. Pimpla impuncta ingår i släktet Pimpla och familjen brokparasitsteklar. Inga underarter finns listade i Catalogue of Life.